# Love Gun
Love Gun es el sexto álbum de estudio de la banda estadounidense de hard rock Kiss, publicado el 17 de junio de 1977 a través de la discográfica Casablanca Records. Este trabajo supuso el debut como cantante del guitarrista Ace Frehley y por consiguiente el primer disco del grupo en el cual los cuatro integrantes asumen el papel de vocalistas. Love Gun fue además el último álbum en el que el baterista Peter Criss participó en la grabación de todas las canciones; en sus siguientes trabajos sería reemplazado por músicos de sesión.
Tras su lanzamiento, el álbum llegó a la cuarta posición del Billboard 200 —la mejor en la carrera de la banda hasta el tercer puesto logrado por Psycho Circus (1998)— y fue certificado como disco de platino por la RIAA. Dos sencillos fueron extraídos: «Christine Sixteen» y «Love Gun». Aunque ninguno de los dos tuvo el impacto en las listas que cosecharon los sencillos de Rock and Roll Over (1976), ambos fueron interpretados con regularidad en las posteriores giras del conjunto junto a «Shock Me» y «I Stole Your Love». Love Gun recibió principalmente buenas reseñas y posteriormente fue calificado como una de las mejores obras de Kiss.

## Lista de canciones
| Lado 1 |                        |              |               |          |  |
| N.º    | Título                 | Escritor(es) | Voz principal | Duración |  |
| 1.     | «I Stole Your Love»    | Paul Stanley | Stanley       | 3:04     |  |
| 2.     | «Christine Sixteen»    | Gene Simmons | Simmons       | 3:14     |  |
| 3.     | «Got Love for Sale»    | Simmons      | Simmons       | 3:29     |  |
| 4.     | «Shock Me»             | Ace Frehley  | Frehley       | 3:49     |  |
| 5.     | «Tomorrow and Tonight» | Stanley      | Stanley       | 3:40     |  |

| Lado 2 |                      |                                           |               |          |  |
| N.º    | Título               | Escritor(es)                              | Voz principal | Duración |  |
| 1.     | «Love Gun»           | Stanley                                   | Stanley       | 3:18     |  |
| 2.     | «Hooligan»           | Peter Criss, Stan Penridge                | Criss         | 3:01     |  |
| 3.     | «Almost Human»       | Simmons                                   | Simmons       | 2:49     |  |
| 4.     | «Plaster Caster»     | Simmons                                   | Simmons       | 3:27     |  |
| 5.     | «Then She Kissed Me» | Jeff Barry, Ellie Greenwich, Phil Spector | Stanley       | 3:02     |  |

## KISS
- Paul Stanley: Líder vocal, Guitarra rítmica, Coros, Guitarra líder (en 1), bajo (en 6)
- Gene Simmons: Bajo, Guitarra rítmica (en 3), líder vocal y coros
- Ace Frehley: Guitarra líder, guitarra rítmica (en 1), líder vocal & coros
- Peter Criss: Batería, líder vocal y coros

## Músicos invitados
- Eddie Kramer: Piano (en 2)